# Житковичи
Жи́тковичи (бел. Жы́ткавічы) — город в Гомельской области Беларуси. Административный центр Житковичского района. Расстояние от Гомеля — 238 км. Железнодорожная станция на линии Гомель — Лунинец. Автодорогами связан с Брестом и Калинковичами. Численность населения — 15 788 человек (на 1 января 2025 года).
Первое упоминание относится к периоду Великого княжества Литовского и датируется в документах Метрики Литовской 1500 годом как поместье Жидковичи Новогрудского воеводства.
С 1938 года приобретает статус городского посёлка, а с 1971 года — города.

## География
На территории Житковичского района расположились Национальный парк «Припятский», Житковичский биологический заказник лекарственных растений и памятник природы «Насаждение понтийской азалии». Также частично на его землях находится государственный ботанический заказник «Случь». Благодаря своему природному богатству, Житковщина представляет собой подлинную жемчужину Полесья.

### Гидрография
В 10 км на юг расположено водохранилище Млынок.

## Этимология
Наименование поселения возникло от коллективного прозвища житковичи, относившегося ко всем его жителям. В прошлом названия на -ичи как правило обозначали либо родовые поселения, либо сёла, принадлежащие определённому боярину. В основе названия Житковичи лежит личное имя Житко, представляющее собой сокращённую форму имени Житомир. Данное имя имело в древности форму Житомѣръ и означало «тот, кто мерит жито». Оно также лежит в основе названия города Житомира.
Гидроним «Жид-озеро». Многим исследователям видится определённая связь названия города Житковичи с большим водным объектом Полесья — озером Червоное (так называется озеро с 1932 года). За свою историю оно называлось и Князь-озером, и Жытским («Житское»), и Князь-Жит или Князь-Жид.
Согласно ещё одной версии, от озера к реке Припять протекала речка Жидковка (Жидковка, Жэзна, Вишавна, Бережанка, Гнилица). И именно от Жид-озера могло пойти название Жидковки, а потом и Жидкович (Житкович). Неслучайно, на эти обстоятельства обратила внимание геральдическая служба республики, которая разработала накануне 500-летнего юбилея Житкович проект герба города — в основе которого «говорящее» название — серебряный пояс реки Житковкичи.

## Геральдика
Герб зарегистрирован в Гербовом матрикуле Республики Беларусь 20 июля 2000 года № 19.
Флаг учреждён Указом Президента Республики Беларусь от 28 сентября 2011 года № 433 и зарегистрирован в Государственном геральдическом регистре Республики Беларусь 30 сентября 2011 года под № Б-204.
Решения об утверждении герба города Житковичи принято Житковичским районным исполнительным комитетом от 3 апреля 2000 года № 251, о флаге города Житковичи и Житковичского района — 9 августа 2010 года № 1003.
Описание герба:
«В красном поле испанского щита серебряный волнистый пояс, над которым серебряная раздвоенная внизу стрела, пересечённая крестом».
За основу герба взят герб «Сестринец», принадлежащий старинному роду Кучуковичей. Автор современного варианта герба — А. А. Шпунт.
Флаг города Житковичи и Житковичского района представляет собой прямоугольное полотнище с соотношением сторон 1:2 красного цвета, в центре которого помещено изображение герба города Житковичи и Житковичского района.

## История
Установить точное время основания селения Житковичи историкам пока не представляется возможным.
Первое письменное упоминание о Житковичах относится к периоду Великого княжества Литовского и датируется в документах Метрики Литовской 1500 годом как поместье Жидковичи Новогрудского воеводства. В конце XVI века деревня в Мозырском повете.
С 1581 года действовала Троицкая церковь из которой происходят иконы 1640 года Xриста Вседержителя и Богоматери Одигитрии со всеми признаками иконописного примитива. В 1900 году Троицкая церковь была сооружена помещиком Еленьским. Также в Житковичах была сельская школа.
С 1793 года в Российской империи, центр волости. В связи со строительством Полесской железной дороги в 1886 году была открыта станция на месте деревень Заречье и Бережье, начал расти рабочий посёлок Житковичи, основан лесопильный завод Бермана. В 1897 году было 1200 жителей, народное 2-классное училище, аптека, почта, церковь.
Развитие города стало возможным благодаря открытию в сентябре 1886 года железнодорожной линии Лунинец — Гомель и самой станции Житковичи. До открытия станции рядом с Житковичами были ещё и две небольшие деревни: Бережье (современная улица Коммунистическая) и Заречье (современная улица Пролетарская) которые после вошли в состав города.
С 1924 — центр Житковичского района. С сентября 1938 — городской поселок Полесской области, в 1939 — 4,3 тысячи жителей.
С 1921 по 1941 годы в Житковичах размещался штаб 18-го Житковичского пограничного отряда войск НКВД.
Во время немецкой оккупации (оккупированы 18 июля 1941) в Житковичах действовала немецкая военная комендатура, в подчинении которой находился военно-полицейский гарнизон (около 500 словаков и полицейских). Школы, библиотека и кинотеатр были закрыты, работали только несколько магазинов, мельница и одна столовая (для сотрудников полиции). 6 июля 1944 года Житковичи освобождены Красной Армией от германских войск.
19 ноября 1971 года Житковичам присвоен статус города.
20 октября 1995 года административные единицы Житковичский район и город Житковичи, имеющие общий административный центр, объединены в одну административную единицу — Житковичский район.
В 2018 году утвержден официальный природный символ Житковичского района — Чибис.

## Население
Численность населения — 15 788 человек (на 1 января 2025 года). Численность населения — 15 961 человек (на 1 января 2023 года).
Наблюдается естественное старение трудоспособного населения.
| Численность населения: |
| График не отображается по техническим причинам. Чтобы исправить это, воспроизведите график в новом формате, если это возможно. |

| Год            | 1897 | 1939  | 1959  | 1970  | 1979   | 1989   | 2006   | 2018   | 2020   | 2021   | 2023    | 2024 | 2025    |
| -------------- | ---- | ----- | ----- | ----- | ------ | ------ | ------ | ------ | ------ | ------ | ------- | ---- | ------- |
| Население чел. | 1200 | ▲4349 | ▲6730 | ▲7879 | ▲11175 | ▲15518 | ▲16075 | ▼16002 | ▼16000 | ▲16083 | ▼15 961 |      | ▼15 788 |

### Национальный состав
| Национальный состав по переписи населения 2009 года | Национальный состав по переписи населения 2009 года | Национальный состав по переписи населения 2009 года |
| Народ                                               | Численность                                         | %                                                   |
| --------------------------------------------------- | --------------------------------------------------- | --------------------------------------------------- |
| Белорусы                                            | 14 771                                              | 92,94 %                                             |
| Русские                                             | 680                                                 | 4,28 %                                              |
| Украинцы                                            | 257                                                 | 1,62 %                                              |
| Цыгане                                              | 103                                                 | 0,65 %                                              |
| Поляки                                              | 18                                                  | 0,11 %                                              |
| Немцы                                               | 9                                                   | 0,06 %                                              |
| Евреи                                               | 8                                                   | 0,05 %                                              |
| Азербайджанцы                                       | 7                                                   | 0,04 %                                              |
| Армяне                                              | 7                                                   | 0,04 %                                              |
| Татары                                              | 7                                                   | 0,04 %                                              |

| Национальный состав по переписи населения 1959 года | Национальный состав по переписи населения 1959 года | Национальный состав по переписи населения 1959 года |
| Народ                                               | Численность                                         | %                                                   |
| --------------------------------------------------- | --------------------------------------------------- | --------------------------------------------------- |
| Белорусы                                            | 5397                                                | 80,19 %                                             |
| Русские                                             | 592                                                 | 8,8 %                                               |
| Евреи                                               | 431                                                 | 6,4 %                                               |
| Украинцы                                            | 250                                                 | 3,71 %                                              |
| Поляки                                              | 32                                                  | 0,48 %                                              |

| Национальный состав по переписи населения 1939 года | Национальный состав по переписи населения 1939 года | Национальный состав по переписи населения 1939 года |
| Народ                                               | Численность                                         | %                                                   |
| --------------------------------------------------- | --------------------------------------------------- | --------------------------------------------------- |
| Белорусы                                            | 2931                                                | 67,4 %                                              |
| Евреи                                               | 898                                                 | 20,6 %                                              |
| Русские                                             | 330                                                 | 7,6 %                                               |
| Украинцы                                            | 141                                                 | 3,2 %                                               |
| Поляки                                              | 25                                                  | 0,6 %                                               |

### Житковичская агломерация— Житковичский городской Совет
- Житковичи
- Кожановичи
- Забродье
- Западный

### Рождаемость и смертность
В 2017 году в Житковичах родилось 238 и умерло 153 человека, в том числе 2 в возрасте до 1 года. Коэффициент рождаемости в пересчёте на 1000 человек — 14,9 (средний показатель по району — 13,4, по Гомельской области — 11,3, по Республике Беларусь — 10,8), коэффициент смертности — 9,6 (средний показатель по району — 17, по Гомельской области — 13, по Республике Беларусь — 12,6).

## География
| Показатель                    | Янв.  | Фев.  | Март  | Апр. | Май  | Июнь | Июль | Авг. | Сен. | Окт.  | Нояб. | Дек. | Год   |
| ----------------------------- | ----- | ----- | ----- | ---- | ---- | ---- | ---- | ---- | ---- | ----- | ----- | ---- | ----- |
| Абсолютный максимум, °C       | 11,2  | 15,1  | 21,3  | 29,2 | 33,1 | 34,3 | 35,5 | 36,5 | 32,6 | 26,5  | 20,0  | 12,6 | 36,5  |
| Средний суточный максимум, °C | −1    | 0,2   | 5,6   | 13,9 | 20,2 | 22,9 | 24,9 | 23,9 | 18,2 | 12,0  | 4,3   | −0,2 | 12,1  |
| Средняя температура, °C       | −3,8  | −3,3  | 1,1   | 8,2  | 14,2 | 17,1 | 19,0 | 17,9 | 12,6 | 7,3   | 1,5   | −2,7 | 7,4   |
| Средний суточный минимум, °C  | −6,4  | −6,5  | −2,8  | 2,8  | 8,1  | 11,5 | 13,5 | 12,3 | 7,8  | 3,4   | −1    | −5,1 | 3,1   |
| Абсолютный минимум, °C        | −36,5 | −35,5 | −30,1 | −20  | −4,1 | 0,1  | 4,4  | −0,6 | −4,1 | −11,2 | −22,9 | −30  | −36,5 |
| Норма осадков, мм             | 45    | 40    | 45    | 44   | 60   | 88   | 113  | 66   | 62   | 51    | 51    | 52   | 717   |
| Источник: Погода и климат     |       |       |       |      |      |      |      |      |      |       |       |      |       |

## Экономика
Промышленность Житковичей представлена предприятиями ОАО «Житковичский моторостроительный завод», ОАО «Житковичлес», ОАО «Житковичский торфобрикетный завод», КУП «Житковичский коммунальник», ОАО «Сатурн», ОАО «Эрбен Групп». ДэУ-48, Лесхоз, ОАО «Житковичский Агротехсервис», ОАО «Житковичихимсервис» и многими другими.

## Образование

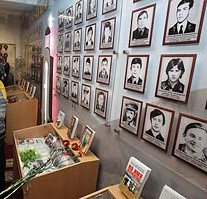
Открытие музейной комнаты, посвящённой памяти Воинам-афганцам

В городе имеется 3 средних школы, 1 гимназия, 1 музыкальная, 2 спортивных школы, Житковичский государственный колледж.

## Культура
- Дом культуры
- Центр фольклора

### Музеи
- Литературный «Музей Мiколы Гамолкi» в ГУО «Средняя школа № 1 г. Житковичи имени Г. Н. Туровца» (2010)
- Общеисторический «Житковичский районный музей истории образования» в ГУО «Гимназия г. Житковичи имени А. А. Лихоты» (2014)
- Музейная комната, посвящённая памяти Воинам-афганцам, в ГУО «Гимназия г. Житковичи имени А. А. Лихоты» (открыта 15 февраля 2011 года в День памяти воинов-интернационалистов)
- Музей ГУО «Средняя школа № 2 г. Житковичи»
- Музей, посвящённый деятельности военных разведчиков на территории Житковичского района во время Великой Отечественной войны, в ГУО «Средняя школа № 3 г. Житковичи имени И. Н. Банова» (2022)[32]

## События и мероприятия
- В 2017 году прошёл областной фестиваль "Дажынкi".
- Май 2023 года — XXVIII Международный турнир по гиревому спорту «Кубок Полесья».
- 9 сентября 2023 года — V региональный фестиваль литературы, культуры, искусства и народных традиций «На земле Кирилла Туровского»[33].
- III региональный фестиваль народного творчества «Беларусь — мая мова і песня» в рамках V регионального фестиваля литературы, культуры, искусства и народных традиций «На земле Кирилла Туровского»[34].
- Народный праздник «Масленица» (16-17 марта 2025, Житковичи, Туров).

## Достопримечательности
В Житковичах находился Штаб 18-го Житковичского пограничного отряда войск НКВД.
Пограничный отряд охранял участок старой государственной границы на юге Беларуси, в белорусском Полесье.
- Церковь Святой Параскевы Пятницы, восстановленная на месте сгоревшей в 1972 году
- Костёл Святого Иосифа
- Часовня
- Старая баня
- Кафе, выполненное в форме корабля
- Бывшая водонаполнительная станция для паровозов
- Аллея из деревьев катальпа (15.09.2022, Молодёжный сквер), Аллея деревьев (17.09.2022) ко Дню народного единства

### Памятник, скульптура
- Памятник В. И. Ленину
- Памятник в честь погибших во время Великой Отечественной войны
- Памятник-самолёт СУ — 24 М[35]
- Мемориальная доска в честь И. Н. Банова на здании ГУО «Средняя школа № 3 г. Житковичи имени И. Н. Банова»
- Мемориальная доска в честь В. И Будника на здании ДШИ имени В. И Будника.
- Мемориальная доска в честь воина интернационалиста Н. А. Ханени на здании ГУО «Средняя школа № 1 г. Житковичи имени Г. Н. Туровца»
- Памятник с датой основания Житковичского районного отдела внутренних дел.
- Памятник погибшим воинам-интернационалистам
- Памятник — трактор Т-74
- Памятник — милицейский автомобиль ЗАЗ-966
- Памятник Михаилу Дворкину — начальнику контрразведки 18-го погранотряда, который погиб при выполнении служебного долга в 1931 году (памятник М. С. Дворкину установлен около здания РОВД).

### Утраченное наследие
- Свято-Троицкая церковь, сгоревшая в 1972 году — памятник деревянного зодчества

## Галерея

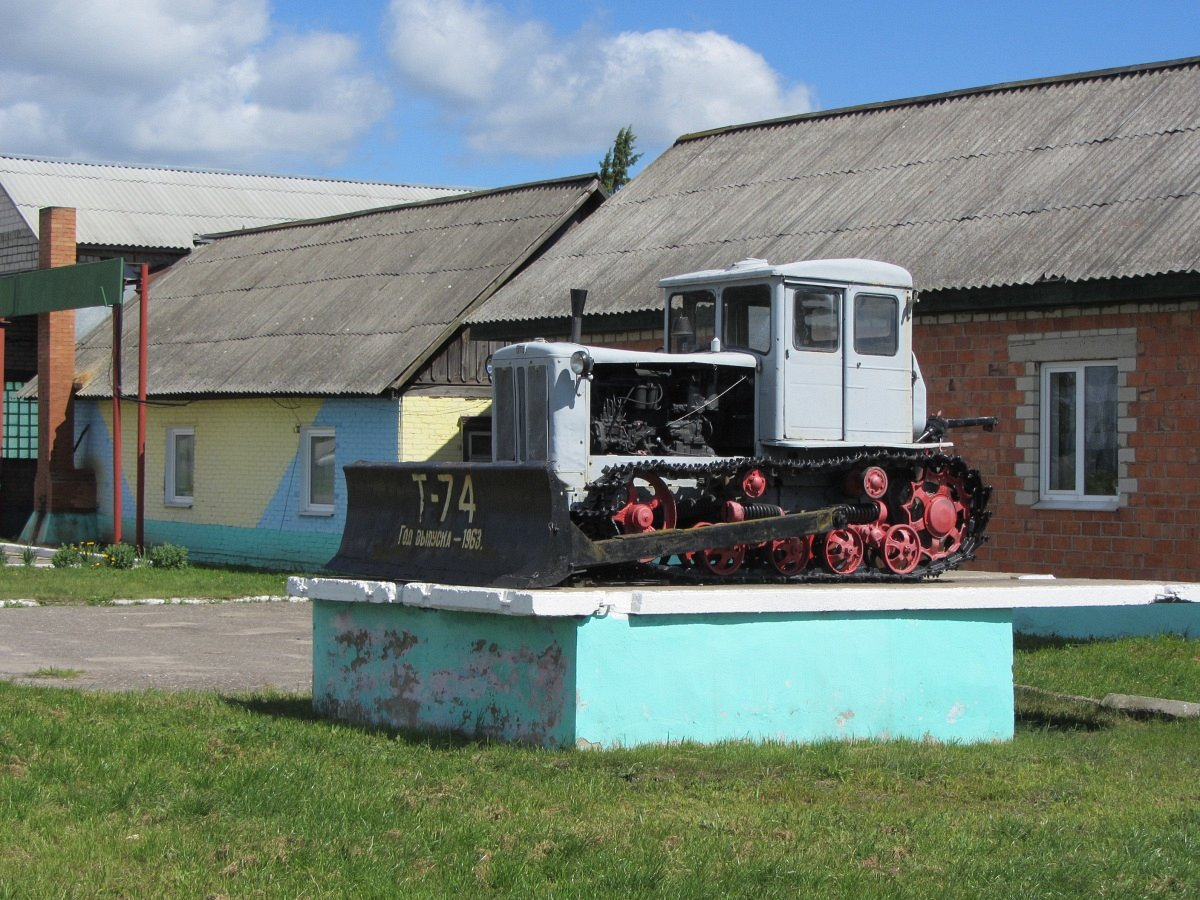
Памятник

## СМИ
Издаётся газета «Новае Палессе».

## Известные уроженцы
- Виктор Францевич Богданович (1904—1978) — советский военачальник, генерал-лейтенант
- Леонид Юрьевич Марголин (1957) — российский музыкант
- Владимир Иванович Будник (1949—2007) — белорусский композитор